# Adrianichthyidae
Los adrianictíidos (familia Adrianichthyidae) es una familia de peces incluida en el orden Beloniformes, distribuida por ríos y lagos de agua dulce de India, Japón, Indonesia y Australia.
En general de pequeño tamaño, no tienen línea lateral ni cartílago en el rostro, con un par de orificios nasales abiertos.

## Acuariología
Algunas de las especies son muy utilizadas en los acuarios de agua dulce, por su pequeño tamaño, vistosidad y facilidad para mantenerlas en cautividad.

## Géneros
Existen 2 géneros con unas 34 especies:
- Género Adrianichthys (Weber, 1913)
- Género Oryzias (Jordan y Snyder, 1906)